# Johann Conrad Gerhard
Johann Conrad Gerhard (russisch Иван Кондратьевич Герард Iwan Kondratjewitsch Gerard; * 13. Mai 1720 in Schwaben; † 8. Junijul. / 20. Juni 1808greg.) war ein schwäbisch-russischer Wasserbauingenieur.

## Leben
Nach Ausbildung und Arbeit in Deutschland studierte Gerhard in Sankt Petersburg an der Akademie der Wissenschaften. 1765 trat er in den russischen Dienst unter dem Direktor der Wasserstraßen Graf Jacob Johann Sievers.
Im Rahmen des Musterprojekts Jan Pieter van Suchtelens für den Brückenbau in St. Petersburg baute Gerhard zusammen mit Suchtelen von 1786 bis 1788 die Staro-Kalinkin-Brücke über die Fontanka. 1790 war Gerhard Wirklicher Staatsrat (IV. Rangklasse) und Architekt bei den kaiserlichen Wasserbauten. Er führte viele wichtige Projekte für das von Michail Serdjukow begründete Wyschni-Wolotschok-Wasserstraßensystem und den Ladogakanal durch. 1798 wurde er Mitarbeiter des neuen Wasserverkehrsdepartements. Er beaufsichtigte den Bau des Weljo-Kanals, der den Weljo-See auf den Waldaihöhen mit dem Fluss Libja des Wyschni-Wolotschok-Wasserstraßensystems verbinden sollte. Er entwickelte das Projekt für den Bau der Mytischtschi-Moskau-Wasserleitung und beaufsichtigte dessen Durchführung. Er wurde Geheimer Rat (III. Rangklasse).
Gerhard war verheiratet. Er hatte vier Söhne und eine Tochter. Anton Iwanowitsch († 1830) war Ingenieur-Generalmajor. Fjodor (Ferdinand) Iwanowitsch (1761–1829) war Ingenieur-Generalleutnant und Mitglied des Wasserverkehrsdepartements. Loggin Iwanowitsch († 1807) war Generalmajor. Charlotta Iwanowna heiratete General Johann Hermann von Fersen (1740–1801).

## Ehrungen
- Orden des Heiligen Wladimir III. Klasse
- Russischer Orden der Heiligen Anna
- Russischer Orden des Heiligen Johann von Jerusalem (1800)